# Semana Santa en Segovia
La Semana Santa de Segovia es uno de los mayores eventos religiosos, culturales y de atracción turística de la ciudad. En ella, 12 cofradías procesionan por la ciudad con un total de 20 pasos, durante varios días con las hermosas tallas policromadas de autores como Gregorio Fernández o Aniceto Marinas. La Semana Santa de Segovia fue proclamada Fiesta de Interés Turístico Nacional en 2017.

## Historia

### Primeras cofradías
El indicio más antiguo de una celebración de la Semana Santa en Segovia se remonta a 1534, año en el que se regula el funcionamiento de las cofradías por medio de una pragmática. Las primeras cofradías eran de carácter disciplinario, estas dividiéndose en dos: las que procesionaban el Jueves Santo (Cofradía de las Cinco Llagas) y las que procesionaban el Viernes Santo (Cofradía del Confalón y la Esclavitud de Nuestra Señora de la Soledad y Santo Sepulcro)

#### Cofradía de las Cinco Llagas
Cofradía cuya primera referencia es el 29 de marzo de 1596, se sabe que tenía su sede en el convento de san Francisco, ubicado en la actual Academia de Artillería, Cristóbal Núñez describe a la cofradía como "muy antigua" y "muy principal en la ciudad". Los miembros de la cofradía eran principalmente segovianos y residentes de Zamarramala, los cuales salían en procesión el Jueves Santo. En 1597 la cofradía de la Santa Cruz de Zamarramala se separa de la cofradía de las Cinco Llagas debido a que algunos cofrades residentes en Zamarramala habían fallecido a causa de las heridas causadas por sus castigos penitenciales, al intentar regresar a sus residencias.

#### Cofradía del Confalón y la Esclavitud de Nuestra Señora de la Soledad y Santo Sepulcro

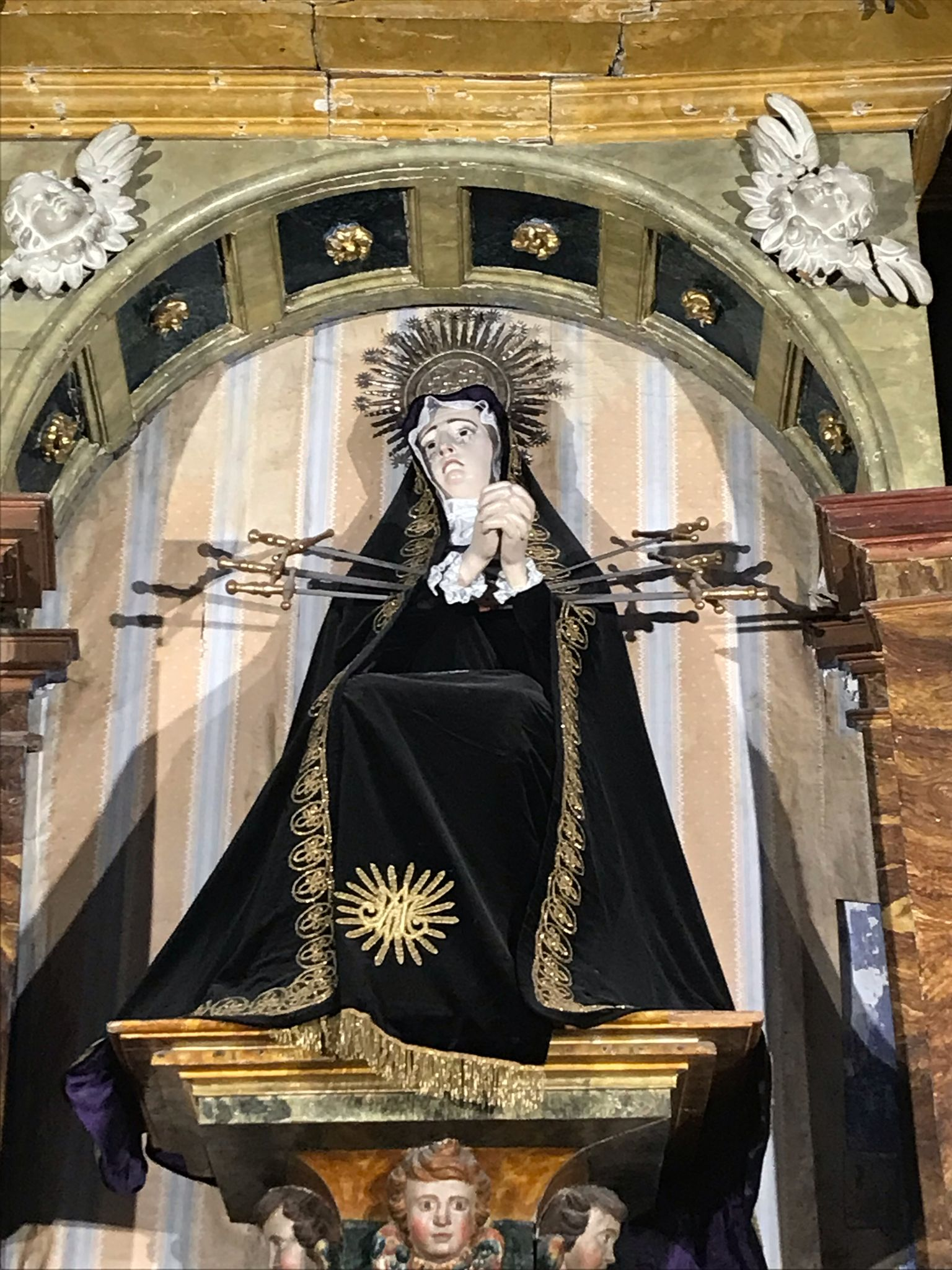
Talla de Nuestra Señora de las Angustias, actualmente ubicada en la iglesia de San Miguel

La cofradía del Confalón fue fundada el 1 de enero de 1572, tenía su sede en el convento de la Merced (actual plaza de la merced) y procesionaban con el paso de Nuestra Señora de las Angustias durante el Viernes Santo.
La Esclavitud de Nuestra Señora de la Soledad y Santo Sepulcro tiene su primera mención el 28 de julio de 1592, tenía su sede en el convento de san Juan de Dios, en el que sus cofrades tenían la obligación de cuidar de los enfermos residentes en el Hospital de Desamparados. El 24 de enero de 1592, la cofradía se hermana con la cofradía del Confalón y el 6 de enero de 1648, la cofradía es refundada.

### SiglosXVIIalXIX

#### Esclavitud del Vía Crucis
La Esclavitud del Vía Crucis era una cofradía fundada en 1693 en la ermita de san Roque, sus constituciones fueron firmadas el 29 de marzo de 1696. La tarea de los cofrades era de escenificar el Vía Crucis, concretamente el Descenso de la Cruz, en la ermita de la Piedad. En 1756 la cofradía firma una concordia con el gremio de sastres.
El 22 de febrero de 1769 se realiza el Expediente general sobre el arreglo de Cofradías, Gremios y Hermandades, impuesto por Carlos III para conocer el estado y situación de las distintas cofradías y hermandades presentes en el reino. Según este expediente, en la provincia de Segovia había un total de 1066 cofradías.

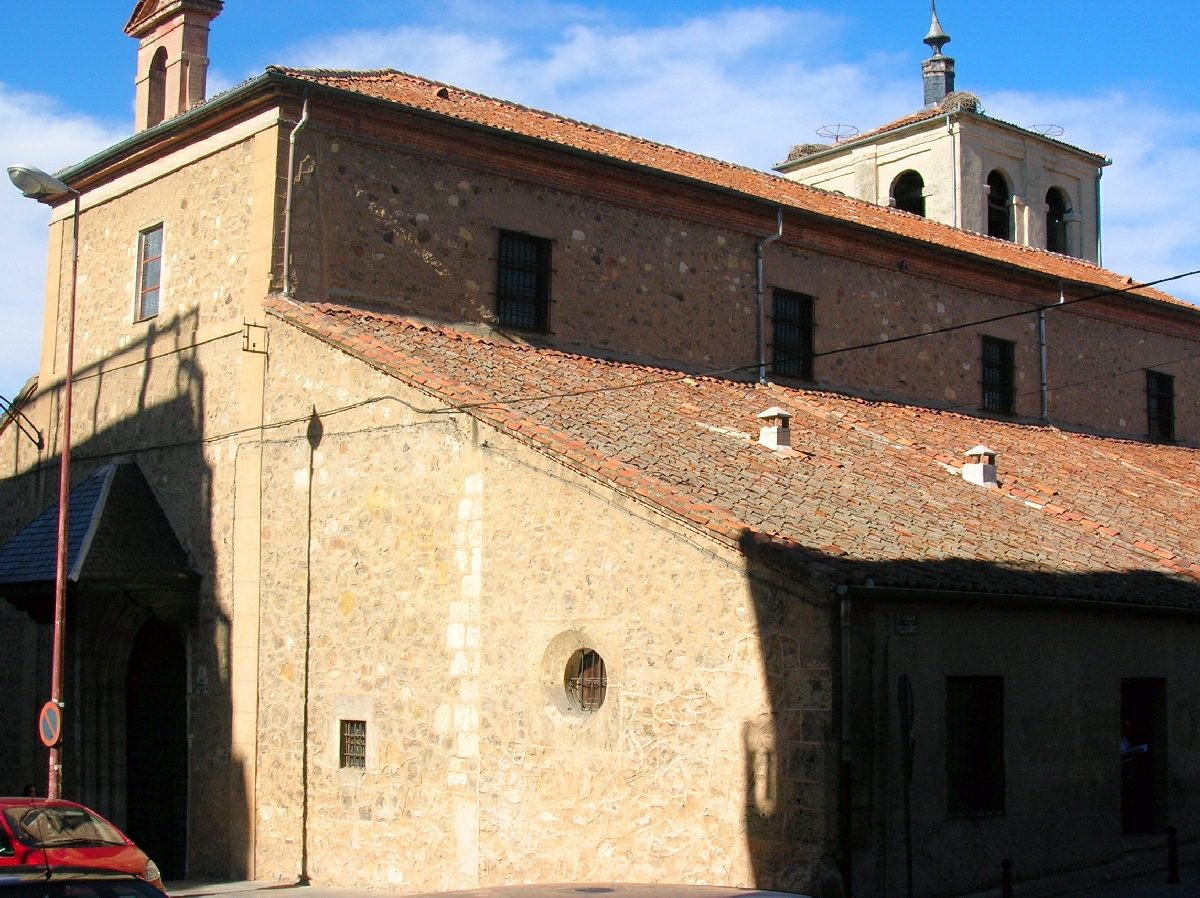
Iglesia de Santa Eulalia en la actualidad

#### Sermón de las Siete Palabras y primitiva procesión de los Pasos
Este discurso recibe el nombre de las siete palabras que dijo Jesús en la cruz, se celebró entre 1880 y 1888 en el barrio de santa Eulalia, también conocido como el arrabal grande.
Se tienen registros de la existencia de una procesión de varios pasos de distintas cofradías, esta procesión partía de la iglesia de santa Eulalia los Jueves Santos, era organizada por el gremio de apartadores, actualmente desaparecido. En la procesión participaban un total de 5 imágenes pertenecientes a distintos gremios.

### SigloXXyXXI

#### Reorganización de la procesión de los Pasos
En el año 1905, Julián Miranda Bistuer es nombrado obispo de Segovia, un año más tarde, en 1906, encarga una serie de pasos procesionales, originarios de la escuela catalana, que planea distribuir por los diversos gremios de la ciudad. Finalmente, entre el 10 y el 20 de marzo de 1907, los 7 pasos procesionales son entregados a sus respectivos gremios, siendo estos: 
- "Oración en el Huerto" recibida por el gremio de hortelanos y labradores.
- "Jesús azotado por sayones" recibida por el gremio de albañiles, carpinteros, canteros y pintores.
- "Ecce Homo" entregada al gremio de hojalateros, carreteros, plateros, forjadores y fumistas.
- "Jesús Nazareno" entregada al gremio de zapateros, curtidores y almacenistas de calzado.
- "María Magdalena junto a Jesús crucificado" recibida por el gremio de panaderos, molineros, almacenistas de colonia, tendederos de comestibles y arte de imprimir.
- "Soledad de María" recibida por el gremio de sastres.
- "María santísima al pie de la cruz teniendo en su maternal regazo el cuerpo frio y ensangrentado de su Hijo" recibido por los colegiales del Seminario Conciliar.

Ese mismo 24 de marzo de 1907, Domingo de Ramos, se celebró la primera procesión de los Pasos. El 17 de marzo de 1911 se decide cambiar la fecha del Domingo de Ramos al Jueves Santo, la procesión se cancela en dos ocasiones: durante la Guerra Civil y entre 1974 y 1977. En 1980 se funda la Junta de Cofradías de Segovia. A medida que pasaron los años, se añadieron varias cofradías como la del Cristo de los Gascones, la cofradía de San Millan, la cofradía del Cristo del Mercado y la Cofradía de San José

#### Procesión del Domingo de Ramos y del Encuentro
En el siglo XIX, la procesión del Domingo de Ramos era llevada a cabo por la cofradía del Confalón, el 8 de abril de 1964, se entrega la actual talla de la Entrada en Jerusalén, obra de José María Moro.
La procesión del Encuentro se reanuda en 2004 con la talla de Cristo Resucitado de la iglesia de San Millan, la cofradía de la Virgen del Rocío fue aprobada el 20 de junio de 2008 y participó en la procesión del Encuentro por primera vez con la talla de la Virgen del Rocío en 2012. En 2025 se decidió retomar el antiguo recorrido de la procesión, es decir, la talla de Nuestra Señora del Rocio no se encontraría con la talla de Cristo Resucitado en la Plaza mayor, sino dentro de la Catedral.
Respecto a su catalogación oficial, la Semana Santa de Segovia ha adquirido cierta importancia en los últimos años, alcanzando el estatus de Fiesta de Interés Turístico Regional en 1999 y de Fiesta de Interés Turístico Nacional en 2017.

## Procesiones[7]
| Día                                          | Procesiones |
| -------------------------------------------- | --- |
| Viernes previo al Quinto Domingo de Cuaresma | - Vía Crucis cuaresmal en el barrio de San Lorenzo |
| Sábado previo al Quinto Domingo de Cuaresma  | - Anuncio del pregón a caballo con miembros de todas las cofradías de Segovia desde la iglesia de San Millán hasta la plaza Mayor - Pregón en la catedral de Segovia |
| Quinto Domingo de Cuaresma                   | - Concierto Inaugural de la Semana Santa Segoviana con la participación de las Bandas de Semana Santa de Segovia |
| Miércoles previo al Domingo de Ramos         | - Vía Crucis en el barrio del Cristo del Mercado |
| Viernes de Dolores                           | - Procesión de las Tres Caídas - Procesión con Nuestra Madre María Santísima de las Angustias y rezo de Vía Matris - Vía Crucis escenificado de la Pasión - Vía Crucis con las imágenes del Santo Cristo de Los Gascones y Virgen de los Sastres |
| Sábado de Pasión                             | - Procesión del Cristo de la Buena Muerte |
| Domingo de Ramos                             | - Procesión Litúrgica de las Palmas "La Borriquilla" - Procesión entre Santo Tomás y Santa Eulalia a través del jardín botánico con el Cristo atado a la Columna y la Soledad. |
| Lunes Santo                                  | - Procesión con el Santo Cristo de la Salud |
| Martes Santo                                 | - Procesión La Pasión de Jesús en los Niños - Procesión y Oración de los Cinco Misterios con el Santo Cristo de la Esperanza. |
| Miércoles Santo                              | - Procesión de Nuestro Padre Jesús Cautivo - Procesión y Viacrucis con la talla del Cristo de la Paciencia - Vía Crucis Cristo de la Buena Muerte en la huerta de los Padres Carmelitas - Interpretación del Silencio del Tambor en San Marcos |
| Jueves Santo                                 | - Procesión del Paso de La Flagelación del Señor - Procesión de Nuestra Señora la Soledad al Pie de la Cruz y el Santísimo Cristo en su última Palabra - Procesión de Nuestra Señora de la Soledad Dolorosa - Procesión de El Calvario, La Magdalena al Pie de la Cruz y Nuestra Señora de la Piedad - Procesión del Santo Cristo del Mercado - Procesión acompañando a los Pasos Jesús con la Cruz a Cuestas y La Virgen de las Angustias - Procesión Penitencial del Paso la Oración en el Huerto |
| Viernes Santo                                | - Procesión del Santo Cristo de los Gascones - Procesión del Santo Cristo de San Marcos - Vía Crucis con el Nazareno de la iglesia de San Clemente desde la iglesia de San Millán hasta los Altos de la Piedad - Traslado de Nuestro Señor Jesús con la Cruz a Cuestas desde la iglesia de San Miguel hasta la catedral - Desfile de Bandas de Cornetas y Tambores desde el Acueducto hasta la catedral - Procesión de los Pasos, participan las imágenes: - La Oración en el Huerto - La Flagelación del Señor - Nuestro Señor Jesús con la Cruz a Cuestas - María Santísima de las Angustias - Santo Cristo de la Cruz - Santo Cristo de San Marcos - Santo Cristo en su Última Palabra - Soledad al Pie de la Cruz - El Calvario - María Magdalena Junto a Jesús en la Cruz - La Piedad - Santo Cristo de los Gascones - Camino del Sepulcro - La Soledad Dolorosa - Procesión del Santo Entierro desde Zamarramala hasta la iglesia de la Vera Cruz con los Templarios de la Orden de Malta y las Imágenes de Cristo Crucificado, Virgen Dolorosa y Cristo Yacente. |
| Sábado Santo                                 | No se celebra ninguna procesión en Segovia el Sábado Santo |
| Domingo de Resurrección                      | - Procesión del encuentro con las imágenes de Cristo Resucitado y la Virgen del Rocío - Procesión de regreso de la Virgen del Rocío - Homenaje al escultor Aniceto Marinas |

## Cofradías

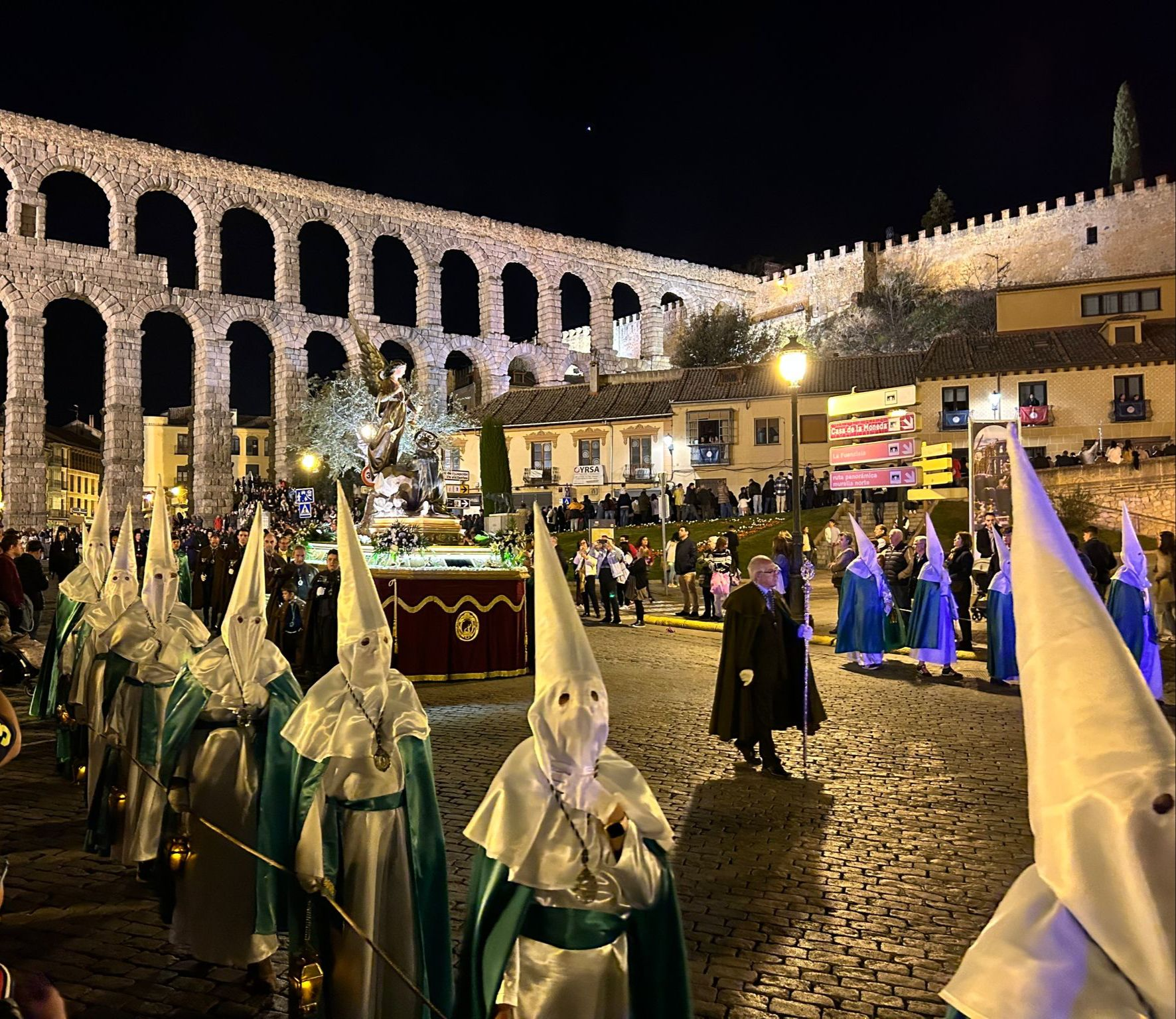
Procesión de la Oración en el Huerto

### Cofradía de la Oración en el Huerto
Artículo principal: Cofradía de la Oración en el Huerto
Cofradía fundada en 1978 y con sede en la Iglesia de San Lorenzo, procesiona con el paso La Oración en el Huerto, realizada en 1907 por Josep Rius. Visten hábito y caperuz blancos, junto con cinturón y capa verdes. Es acompañada por la Banda de Cornetas y Tambores Félix Martín.

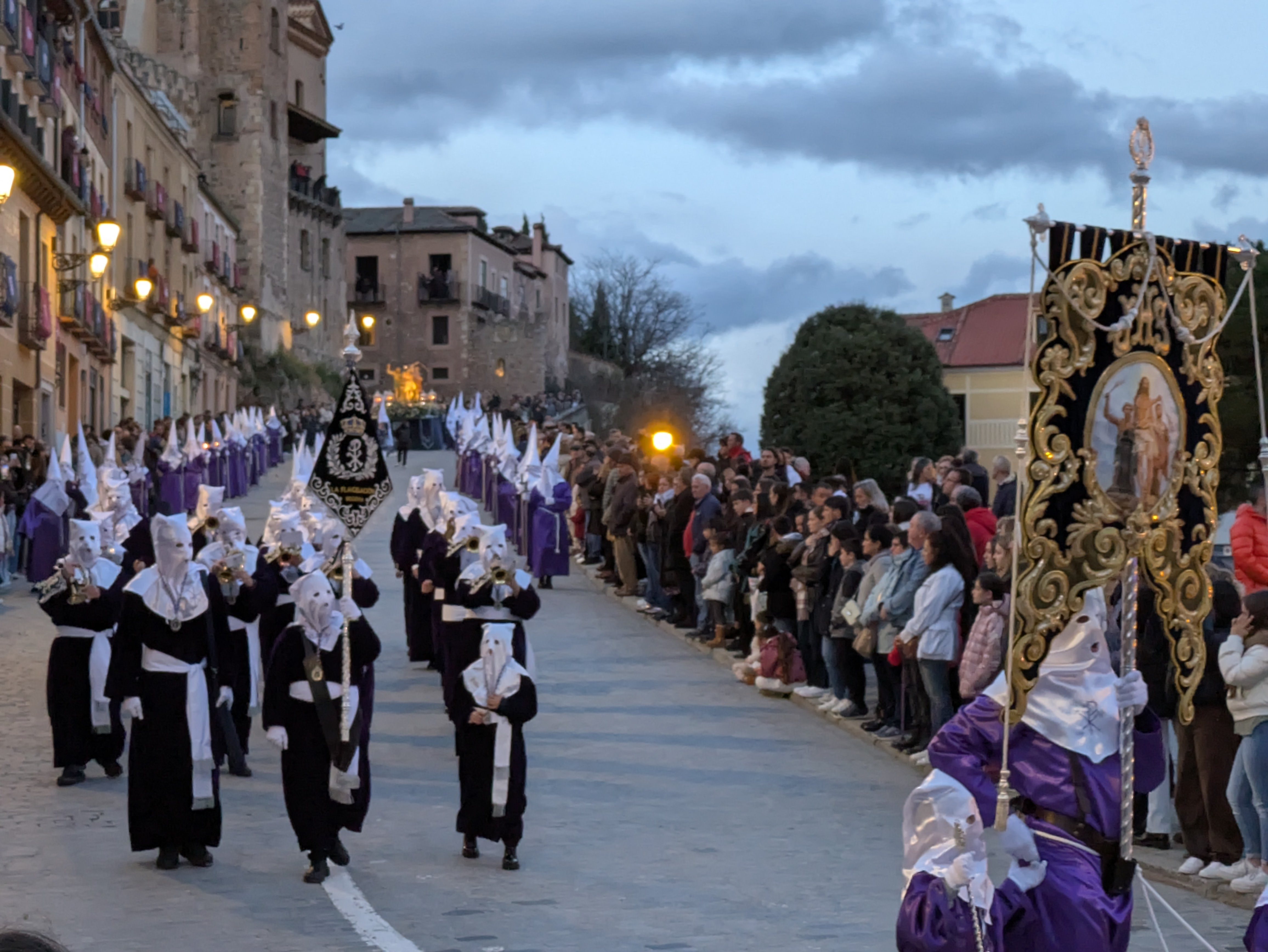
Procesión de la Cofradía de la Flagelación del Señor

### Cofradía de la Flagelación del Señor
Artículo principal: Cofradía de la Flagelación del Señor
Cofradía fundada en 1988 y con sede en la parroquia de la Resurrección del Señor, procesiona con el paso La Flagelación del Señor y María Santísima de los Siete Dolores, obras de José Quixal en 1907 y de Rafael Martín Hernández, respectivamente. Visten hábito morado, cíngulo y caperuz blancos. Es acompañada por la Banda de cornetas y tambores titular de la cofradía.

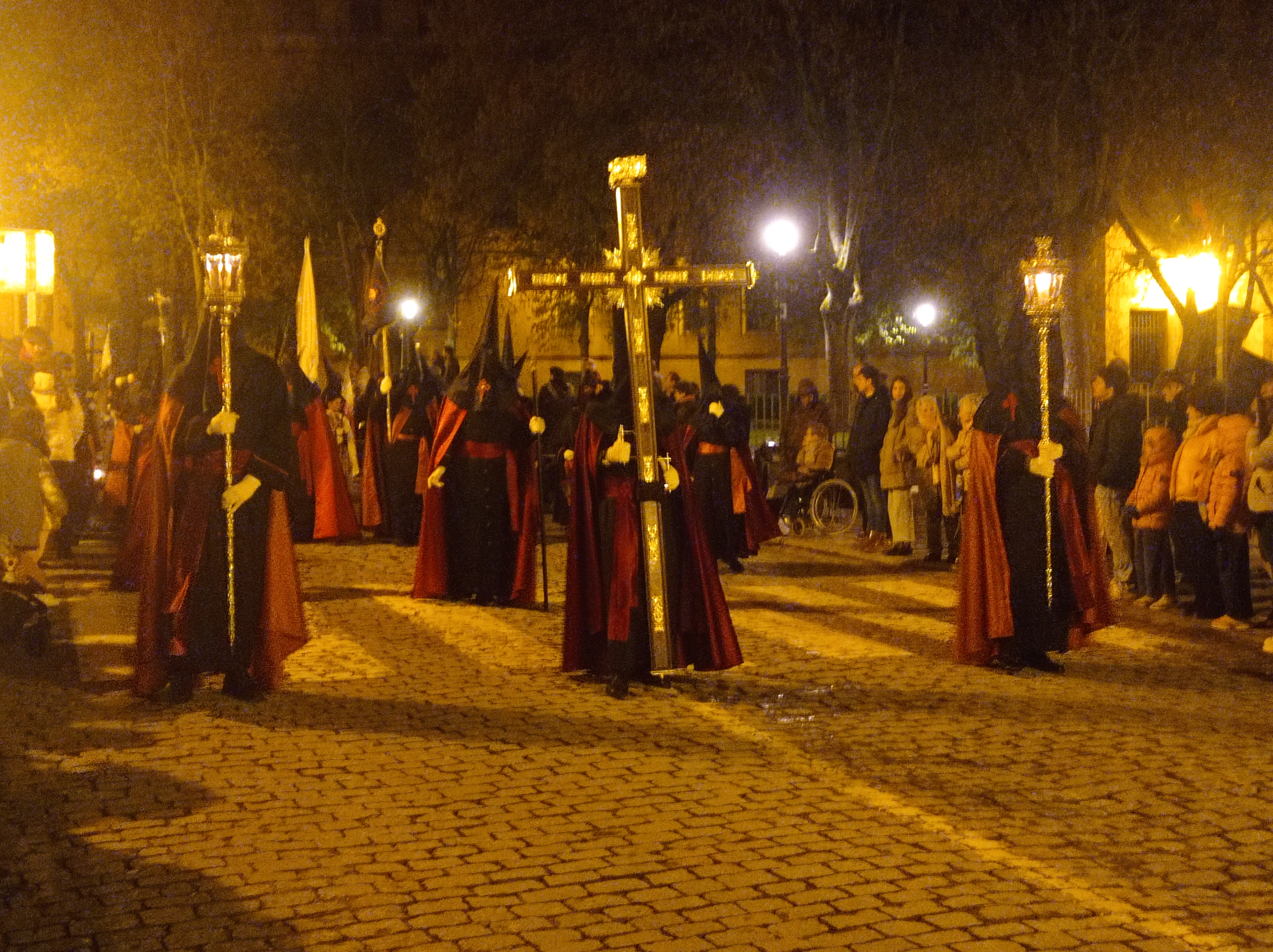
Procesión de la A.D.E.MAR

### Cofradía Penitencial de Nuestro Señor Jesús con la Cruz a Cuestas y María Santísima de las Angustias de la Asociación de Exalumnos Maristas (A.D.E.MAR)
Articulo principal: Cofradía Penitencial de Nuestro Señor Jesús con la Cruz a Cuestas y María Santísima de las Angustias de la Asociación de Exalumnos Maristas (A.D.E.MAR)
Cofradía fundada en 1959, procesiona con los pasos Santo Cristo con la Cruz a Cuestas y María Santísima de las Angustias, esta última atribuida al taller de Juan de Juni a finales del siglo XVI. Visten hábito y caperuz negro, junto con cíngulo y capa granate. Es acompañada por la Banda de dulzainas y tambores titular de la cofradía.

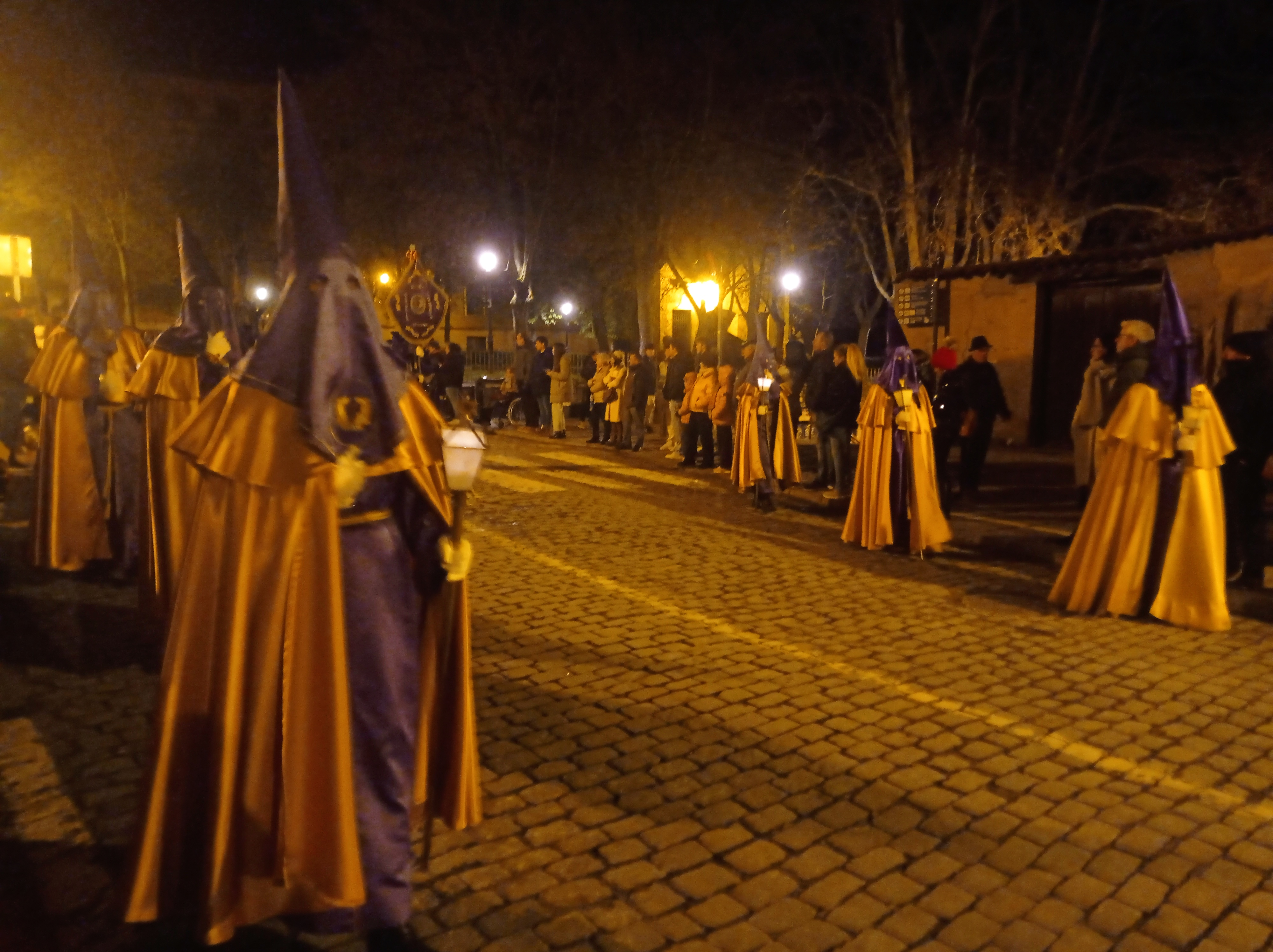
Procesión de la Cofradía de la Esclavitud del Santo Cristo de la Cruz

### Cofradía de la Esclavitud del Santo Cristo de la Cruz
Artículo principal: Cofradía de la Esclavitud del Santo Cristo de la Cruz
Cofradía fundada a finales del siglo XVII y con sede en la ermita de la Cruz, procesiona con el paso Santo Cristo de la Cruz de autor anónimo. Visten hábito con botones y caperuz morado, junto con capa y cinto amarillo oro. Es acompañada por la Banda de dulzainas y tambores de la Cofradía de la Esclavitud del Santo Cristo de la Cruz y por miembros del Benemérito Cuerpo de la Guardia Civil de Segovia.

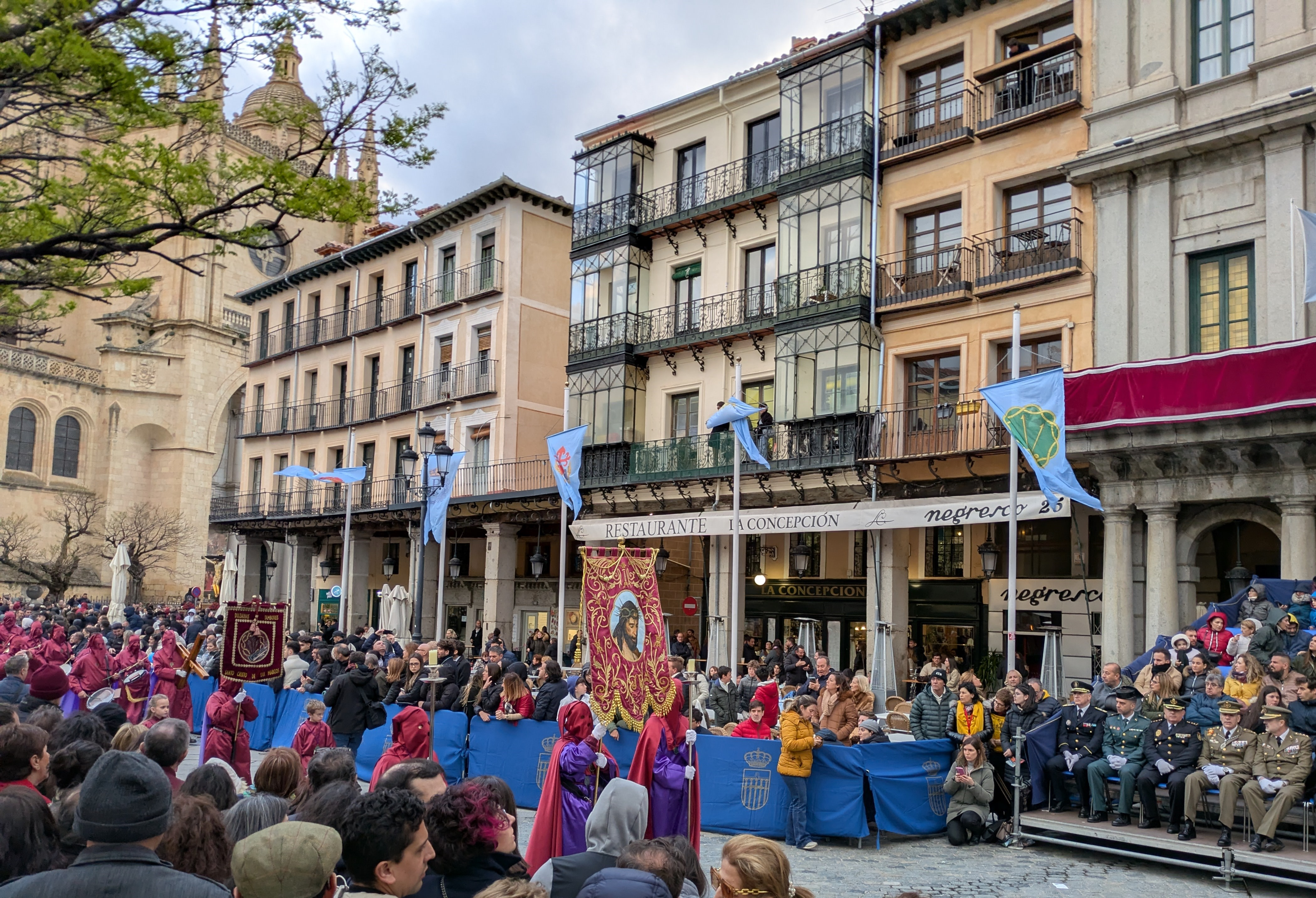
Procesión de la Cofradía del Santo Cristo de San Marcos

### Cofradía del Santo Cristo de San Marcos
Cofradía fundada en 1966 y con sede en la Iglesia de San Marcos, procesiona con el paso Santo Cristo de San Marcos, de autor anónimo. Visten hábito de color morado, junto con capuchón y cíngulo granates. Les acompaña la Banda de dulzainas, tambores y carraca de la Cofradía del Santo Cristo de san Marcos.

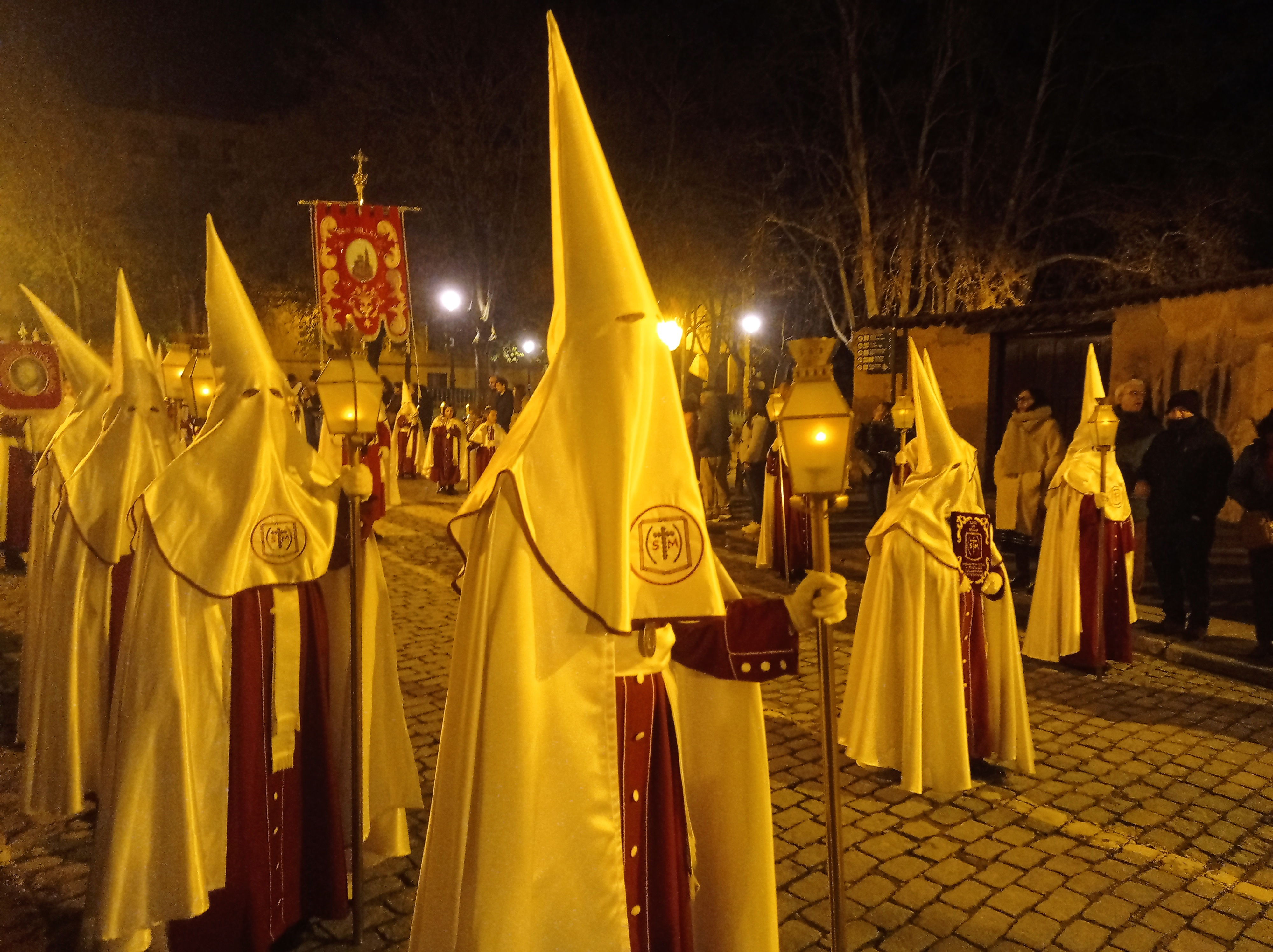
Procesión de la Cofradía de San Millán

### Cofradía de la Soledad al Pie de la Cruz y del Santo Cristo en su Última Palabra
Cofradía fundada en 1930 y con sede en la Iglesia de San Millán, procesiona con los pasos Nuestra Señora de la Soledad al Pie de la Cruz y Santo Cristo en su Última Palabra, ambas del escultor segoviano Aniceto Marinas en 1930 y 1947 respectivamente. Visten caperuza, cíngulo y capa de color blanco, junto con hábito granate. Les acompaña la Banda de cornetas y tambores de la Cofradía de la Soledad al Pie de la Cruz y el Santo Cristo en su Última Palabra.

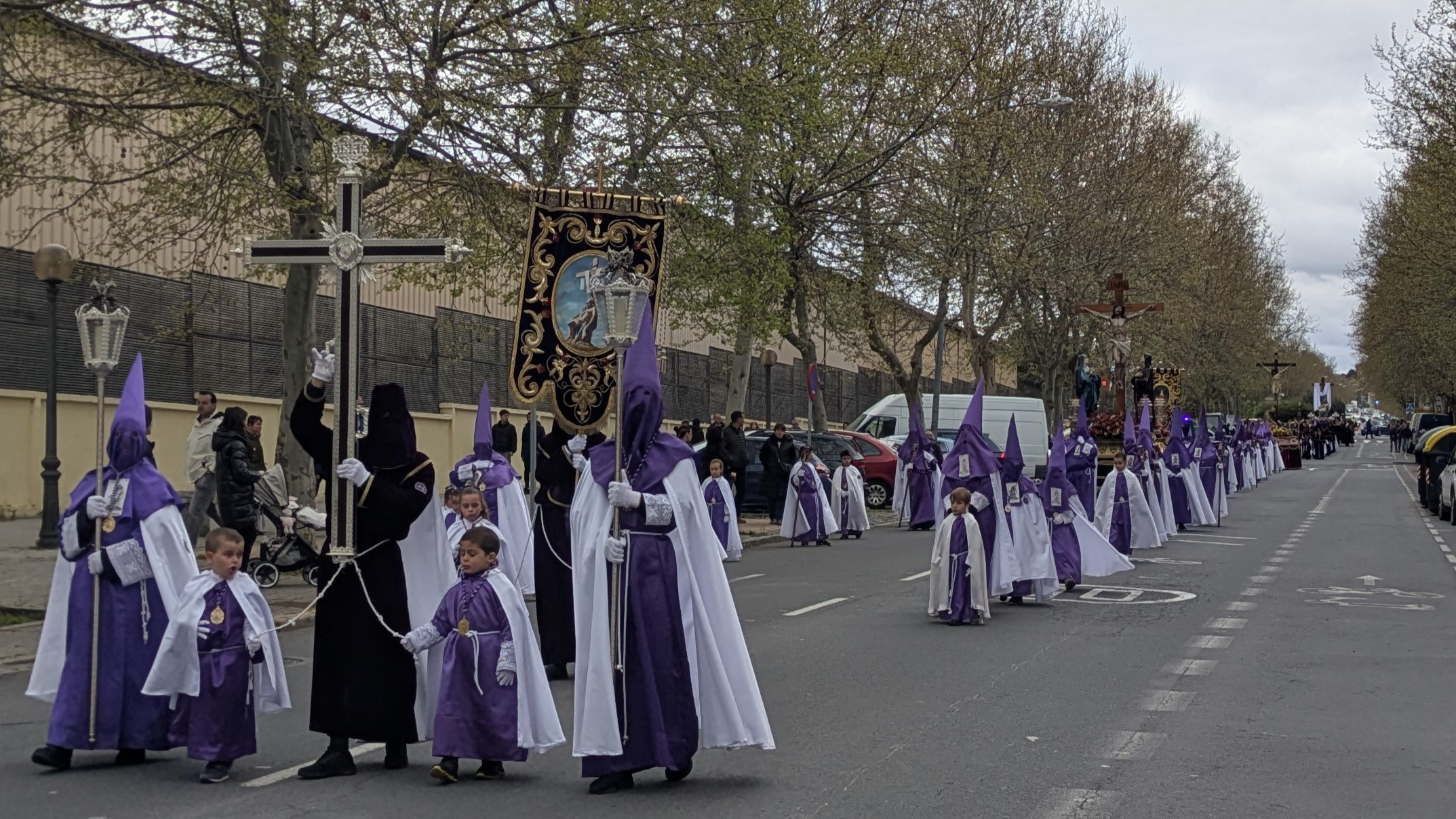
Procesión de la Cofradía de Nuestra Señora de la Piedad

### Cofradía de Nuestra Señora de la Piedad
Cofradía fundada en 1990 y con sede en la Iglesia de San José, procesiona con los pasos Nuestra Señora de la Piedad, Nuestra Señora de la Magdalena al Pie de la Cruz, El Calvario y Nuestro Padre Jesús Cautivo los dos primeros pasos siendo obras de Sebastián Sanabra y José Quixal, el conjunto escultórico El Calvario es obra de la Escuela de Olot y Nuestro Padre Jesús Cautivo es obra de Juan Manuel Montaño Fernández. Visten hábito y caperuza morados, junto con capa y cordón blanco. Les acompaña la Banda de cornetas y tambores de la Cofradía Nuestra Señora de la Piedad.

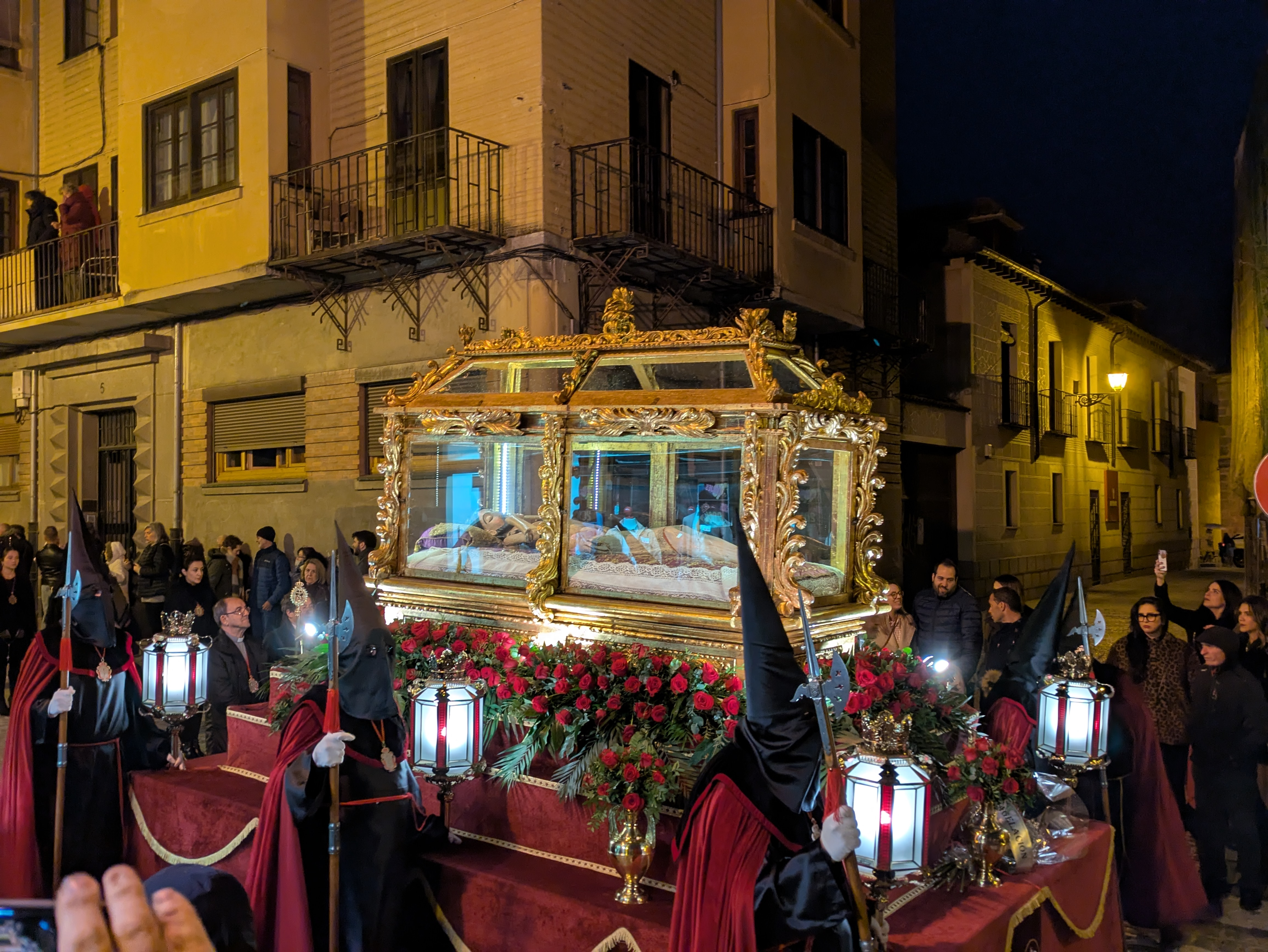
Procesión del Cristo de los Gascones

### Real Cofradía de la Santa y Venerable Esclavitud y del Santo Entierro del Cristo de los Gascones
Artículo principal: Real Cofradía de la Santa y Venerable Esclavitud y del Santo Entierro del Cristo de los Gascones
Cofradía fundada en 1647 con sede en la Iglesia de San Justo y Pastor, procesiona con el paso Cristo de los Gascones, obra anónima del siglo XI-XII. Visten hábito y caperuzo negros, junto a una capa de terciopelo color carmesí. Es acompañada por el Ilustre colegio de abogados de Segovia, la Curia Segovia y la Real Cofradía de la Santa y Venerable esclavitud del Santo Entierro del Cristo de los Gascones con la banda de cornetas y tambores.

### Feligresía de San Andrés. "Camino del Sepulcro"
Artículo principal: Feligresía de San Andrés "Camino al Sepulcro"
Cofradía fundada en 1979 y con sede en la Iglesia de San Andrés, procesiona con los pasos Santo Cristo de la Paciencia y Cristo Yacente de autor anónimo durante el siglo XVII y Gregorio Fernández, respectivamente. Visten hábito y caperuz sin armar de color negro mate, junto con una banda blanca mate. Es acompañada por la Banda El Cirineo.

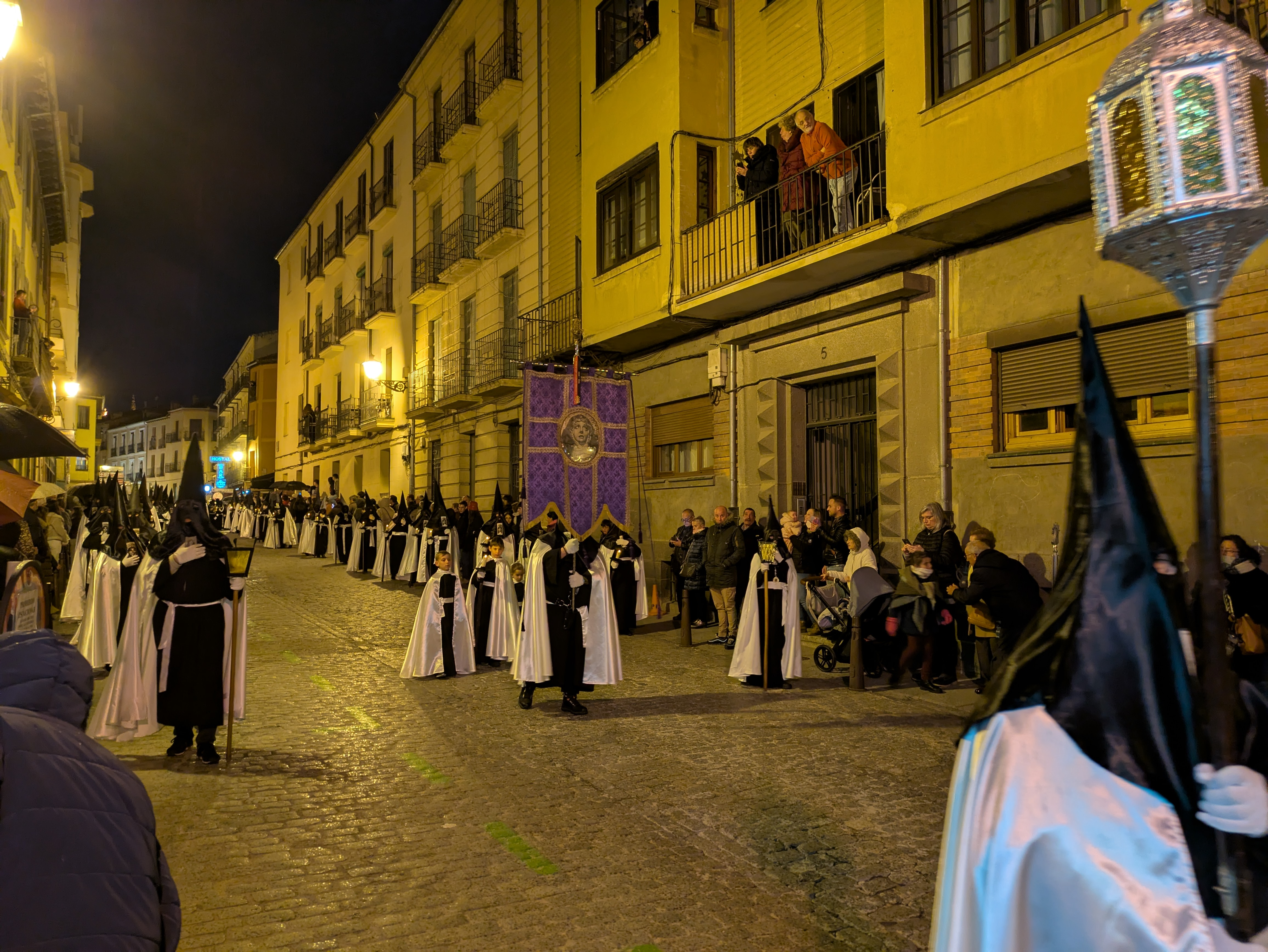
Procesión de la Hermandad de Nuestra Señora de la Soledad Dolorosa

### Hermandad de Nuestra Señora de la Soledad Dolorosa. Cofradía del Recogimiento
Artículo principal: Nuestra Señora de la Soledad Dolorosa. Cofradía del Recogimiento
Cofradía fundada en 1921 y con sede en la Iglesia de Santa Eulalia, procesiona con los pasos Santo Cristo de la Esperanza, Santo Cristo Atado a la Columna y Nuestra Señora de la Soledad Dolorosa. Todos de autor anónimo. Visten hábito y caperuz negro, junto a capa y cinturón blancos. Es acompañada por la Banda de cornetas y tambores de la Hermandad de Nuestra Señora de la Soledad Dolorosa y la imagen de Nuestra Señora de la Soledad Dolorosa es escoltada por miembros de la Academia de Artillería de Segovia.

### Cofradía del Santísimo y de las Cinco Llagas
Fundada en 1597 como una escisión de la Cofradía de las Cinco Llagas, es la cofradía con la procesión más antigua de toda Segovia, datando al siglo XVI: la Procesión del Santo Entierro. En ella, la comitiva baja desde la iglesia de la Magdalena del arrabal de Zamarramala hasta la iglesia de la Veracruz escoltando a la talla del Cristo Yacente, datada entre los siglos XIII y XV, además de un crucificado y una Virgen dolorosa que completan la procesión. La comitiva va alumbrada solo por antorchas y velas, además de ser acompañada por caballeros de la Orden de Malta.

### Hermandad de Nuestra Señora del Rocío
Fundada el 21 de noviembre del 2000, aprobada el 20 de junio de 2008 y con sede en la parroquia de la Resurrección del Señor, procesiona con la talla de Nuestra Señora del Rocío, obra del ebanista J.C González adquirida en 2011. La Hermandad participa en la Procesión del Encuentro desde 2012 en un paso portado por costaleros y sin palio. Visten hábito blanco junto con capa y cinturón celestes.

## Procesión de los Pasos

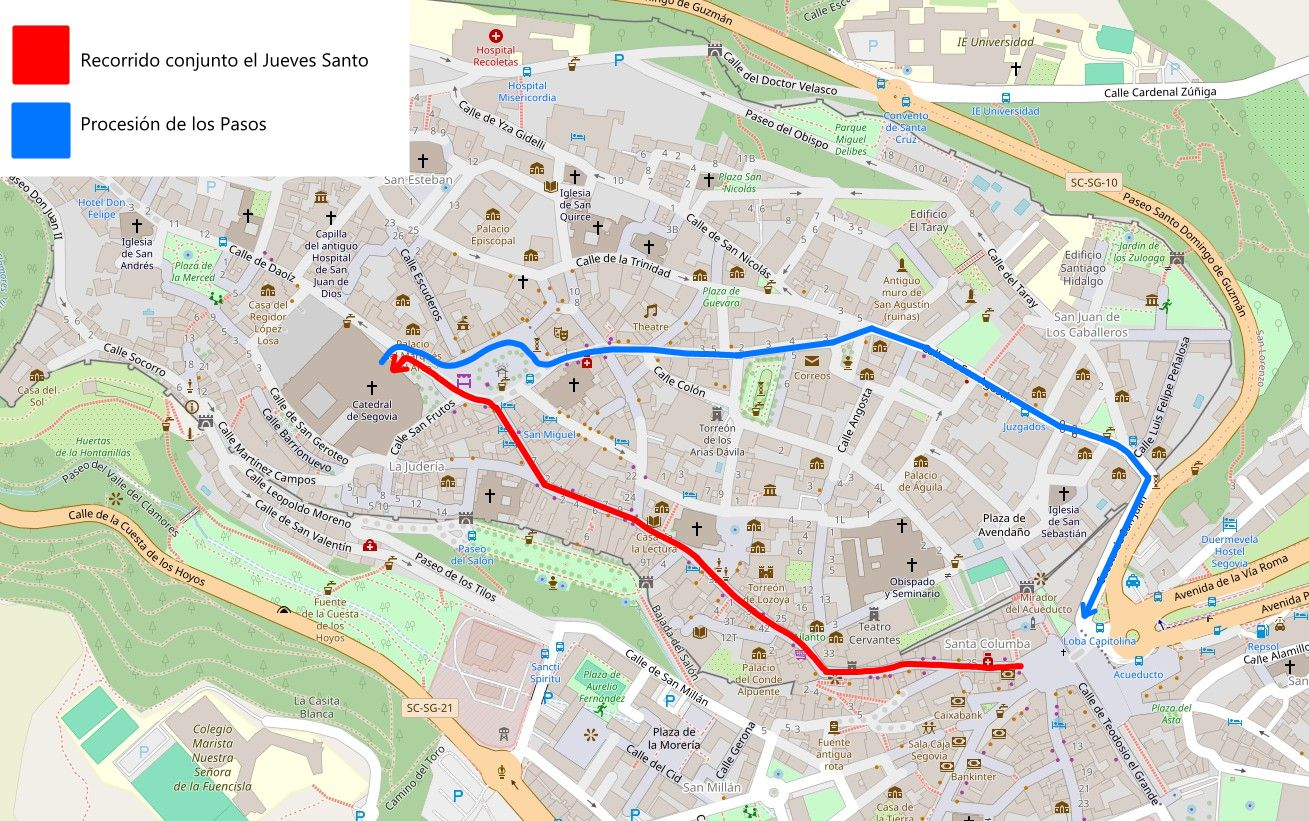
Recorrido de las cofradías durante la Procesión de los Pasos

La Procesión de los Pasos se lleva a cabo el Viernes Santo por la noche, en ella, todas las cofradías procesionan con sus respectivos pasos por el centro histórico de Segovia. El Jueves Santo la mayoría de cofradías trasladan sus imágenes titulares a la Catedral desde sus respectivas sedes hasta la carrera oficial, que inicia en la plaza del Azoguejo, sube por la llamada "Calle Real" (las calles de Cervantes, Juan Bravo e Isabel la Católica) hasta llegar a la playa Mayor y entrar en la Catedral. Quedan como excepción las cofradías de San Marcos y la del Cristo de los Gascones, que suben a sus titulares durante la mañana del Viernes Santo; y la feligresía de San Andrés, cuyo titular que procesiona (Cristo Yacente) se encuentra permanentemente en la Catedral.
Durante la Procesión de los Pasos, las cofradías salen de la Catedral para dirigirse a la calle Cronista Lecea, seguir por la calle Serafín hasta llegar a la calle San Agustín para finalmente bajar la calle San Juan y acabar la procesión en la plaza de la Artillería, frente al acueducto, desde ahí cada cofradía vuelve a sus respectivas sedes. El orden de salida de las cofradías está hecho de forma que las imágenes representen de forma cronológica la pasión de Cristo, empezando por la oración en el Huerto y terminando con el traslado de su cuerpo al sepulcro.

## Junta de Cofradías
La Junta de Cofradías de Segovia es un organismo oficial que se encarga de la organización y administración de la Semana Santa en Segovia. Los fines y Objetivos son la promoción, divulgación, ejecución y desarrollo de las actividades culturales que generan interés y devoción en la Semana Santa de Segovia, tanto en su aspecto cultural y artístico como en los fines religiosos y morales, además de la promoción, divulgación, difusión y publicidad de los valores propios de los actos artísticos y religiosos de la Semana Santa de Segovia. 
Las actividades que organiza son la organización de conferencias, exposiciones y actos turísticos y de difusión cultural de la Semana Santa, como el Certamen Memorial "Adrián Callejo Rubio", organizado desde 2014 junto a la Cofradía del Santo Cristo de la Cruz, la Procesión del Domingo de Ramos, la de los Pasos del Viernes Santo y la del Domingo de Resurrección, los Vía Crucis penitenciales de las Cofradías, Hermandades y Feligresías de Segovia y la Promoción y colaboración en la recuperación del Patrimonio Artístico Religioso de Segovia.
Durante la Procesión de los Pasos, el bacalao con el escudo de la Junta abre la procesión junto con dos bocinas. Los tres portadores usan hábito y capucha negros, junto con un cíngulo blanco